# Снежеток (платформа)
Снежеток — остановочный пункт (бывший разъезд) Юго-Восточной железной дороги. Расположен на линии Москва-Павелецкая — Чаплыгин — Богоявленск.
Остановочный пункт является промежуточным пунктом на участке Раненбург — Богоявленск. Относится к Раненбургской дистанции пути. 

## История
Изначально нынешний остановочный пункт Снежеток представлял собой разъезд на однопутной железнодорожной линии Чаплыгин — Богоявленск. В двух километрах от разъезда располагалось одноимённое село. Непосредственно рядом с разъездом располагались кирпичный завод и мельницы: две водяные и две паровые.
До революции 1917 года разъезд имел популярность в связи с близостью к крупным сёлам. В трёх километрах от разъезда располагались сёла Старокленское и Змеевка, население которых составляло более 6000 человек.
После открытия второго пути на участке Раненбург — Богоявленск разъезд был упразднён, на его месте появился остановочный пункт, рассчитанный на 4 вагона электропоезда.

## Движение
На остановочном пункте останавливаются 4 пригородных поезда в сторону Богоявленска и 3 в сторону Чаплыгина.